# حمله انتحاری شهریور ۱۳۹۷ کابل
حمله انتحاری سپتامبر ۲۰۱۸ دو حمله انتحاری بود که حوالی ساعت ۶ و ۷ عصر روز ۱۵ سنبله/شهریور ۱۳۹۷ در باشگاه ورزشی میوند واقع در منطقه دشت برچی، کابل که منطقه هزاره نشین است رخ داد. در مجموع دو حمله ۲۶ تن کشته و ۹۱ تن دیگر زخمی شدند. در این میان، ۲ کشته و ۶ تن از زخمیان این حمله تروریستی از خبرنگارانی تشکیل می‌دهد که برای پوشش حمله اول در محل حضور داشتند.

## جزئیات
حمله انتحاری اول حدود ساعت ۶ عصر در ورودی ورزشگاه و هنگام برگزاری مسابقه رخ داد. شاهدان به رسانه‌ها گفته‌اند که مهاجم انتحاری با هدف قرار دادن محافظان این ورزشگاه خود را در دروازه ورودی ورزشگاه منفجر کرده‌است. انفجار دوم که ناشی از یک خودرو بمب‌گذاری شده بود که یک ساعت پس از حمله اول و زمانی که خبرنگاران برای پوشش حمله تروریستی نخست در محل تجمع کرده بودند بوقوع است.

### تلفات خبرنگاران
در میان قربانیان این حادثه خبرنگاران رسانه‌های مختلفی حضور دارد که در محل حضور داشتند.
- صمیم فرامرز: خبرنگار طلوع نیوز (کشته).
- رامز احمدی: فیلم‌بردار طلوع نیوز (کشته).
- سه خبرنگار از تلویزیون خورشید.
- یک خبرنگار از تلویزیون یک.
- یک خبرنگار از اسوشیدتپرس.

## واکنش‌ها
محمداشرف غنی رئیس‌جمهور افغانستان پس از افزایش حملات به هزاره‌های غرب کابل در دیدار و گفتگو با نمایندگان این منطقه کابل صحبت از ارائه طرح امنیتی کرد که طی آن منطقه دشت برچی در ساحه سبز امنیتی قرار خواهد گرفت و جزئی از یکی از چهار زون/منطقه امنیتی کابل خواهد شد.
- یوناما با محکوم کردن این حمله انتحاری، حملات اخیر را سازمان یافته علیه شیعیان و هزاره خوانده و خواهان مجازات عاملان آن شده‌است.[۱]
- سرور دانش کشتار مردم غرب کابل را که اکثریت آنان را مردم هزاره تشکیل می‌دهد هدفمند و سیستماتیک خواند و خواستار تدابیر «استراتژیک و برنامه‌ریزی دقیق» برای تأمین امنیت این مردم شد.[۸]
- اتحادیهٔ اروپا هم در خبرنامه‌ای گفته که در پی این رویداد تعهد اتحادیهٔ اروپا با مردم افغانستان، مستحکم‌تر خواهد شد.[۹]
- سفارت‌های آمریکا و سفارت بریتانیا در کابل هم در صفحه‌های توئیترشان، به قربانیان این رویداد تسلیت گفته‌است.[۹]
- مأموریت پشتیبانی قاطع هم در خبرنامه‌ای نگاشته‌است: «در این حادثهٔ خونین، بی‌گناهانی کشته شدند که از زندگی چیز بیشتری نمی‌خواستند و تنها در کنار دوستان‌شان یک زنده گی عادی داشتند. خبرنگاران ستون‌های اساسی دموکراسی استند. ما به مهارت، صداقت و شجاعت آن‌ها متکی استیم و با آن‌ها سوگواری کرده و به شجاعت نویسندگان و خبرنگارانی که ماموریت‌شان را ادامه می‌دهند، احترام می‌گذاریم».[۹]
- حمدالله محب مشاور امنیت ملی کشور نیز در یک خبرنامه این حمله را کار دشمنان مردم و جنایت زد بشری خواند.[۹]

## مسئولیت
داعش مسئولیت دو حمله را بر عهده گرفته‌است.